# Уфлянд, Владимир Иосифович
Влади́мир Ио́сифович У́флянд (22 января 1937, Ленинград — 14 апреля 2007, Санкт-Петербург) — советский и российский поэт, прозаик, художник, переводчик.

## Биография
Родился в семье инженера. После окончания школы работал фрезеровщиком, разнорабочим, служил в армии. После армии проучился два года на историческом факультете ЛГУ, но был отчислен за непосещение семинаров по марксизму и занятий на военной кафедре. 
В 1959 году провёл несколько месяцев в следственном изоляторе «Кресты» по обвинению в хулиганстве.
Был рабочим сцены в Театральном институте, рабочим-оформителем и такелажником в Эрмитаже. В 1964 вместе с Михаилом Шемякиным, Владимиром Овчинниковым, Олегом Лягачевым и Валерием Кравченко участвовал в запрещённой выставке художников-рабочих Эрмитажа. С этой выставки ведёт отсчёт художественная группа «Петербург». 
Позже зарабатывал на жизнь литературной подёнщиной: писал тексты детских телепередач, музыкальные куплеты, работал в группе дубляжа на Ленфильме.

## Творчество
Стихи начал писать со школьных лет. В 1954—1956 гг. посещал ЛИТО филфака ЛГУ, в 1956-м участвовал в Конференции молодых писателей Северо-Запада, и несколько его стихотворений вошли в итоговый сборник конференции «Первая встреча».
Из-за советской цензуры печатался в дальнейшем в самиздате, в 1960 году в журнале Александра Гинзбурга «Синтаксис», позже в ленинградских журналах «Часы», «Обводный канал», «Митин журнал», в ейском журнале «Транспонанс». Вместе с Михаилом Ереминым, Леонидом Виноградовым (с которыми учился в школе в одном классе) и Сергеем Кулле входил в поэтическую «филологическую школу», в 1977 году их стихи вышли в самиздатском сборнике «УВЕК», названном по первым буквам фамилий участников.
Первая книга стихов была опубликована в США в 1978 году. 
В России вышли три книги стихов и книга прозы «Если Бог пошлёт мне читателей» (2000), за которую автор был награждён Премией Сергея Довлатова.
Перу Уфлянда принадлежат тексты песен, вошедшие в фильм «Небесные ласточки».
Творчество Владимира Уфлянда ценил Иосиф Бродский.

## Посвящения
- Стихи Владимиру Уфлянду
- Лев Лосев «Hommage d’Uflande»
- Сергей Довлатов «Послание Уфлянду»
- Иосиф Бродский «Выздоравливающему Волосику»